# Bukiet Riolana

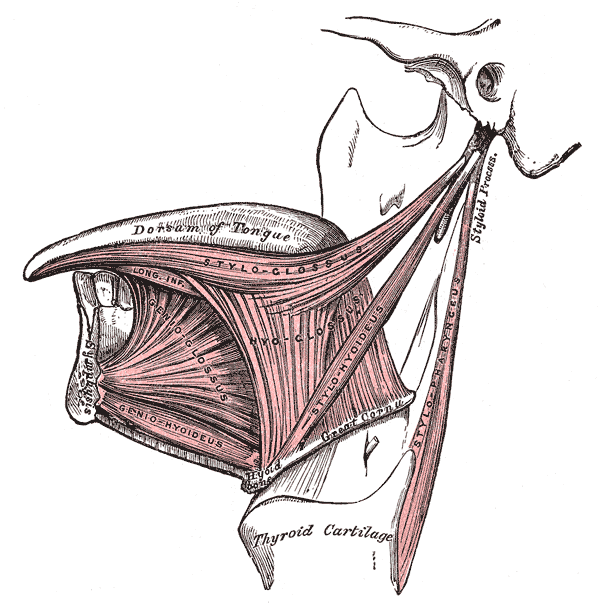
Podstawa czaszki strona lewa. Bukiet Riolana – widoczne mięśnie przyczepiające się do wyrostka rylcowatego

Bukiet Riolana – w anatomii człowieka nazwą tą określa się struktury przyczepiające się do wyrostka rylcowatego. Są to dwa więzadła:
- więzadło rylcowo-żuchwowe
- więzadło rylcowo-gnykowe

oraz trzy mięśnie:
- mięsień rylcowo-gardłowy
- mięsień rylcowo-językowy
- mięsień rylcowo-gnykowy

Struktury te, wespół z wyrostkiem rylcowatym kości skroniowej, stanowią przyśrodkowe ograniczenie dołu zażuchwowego.
Etymologia tego określenia prawdopodobnie wynika z różnokolorowych struktur odchodzących od wyrostka: les fleurs rouges et les fleurs blanches z francuskiego: kwiaty czerwone i kwiaty białe. Nazwa eponimiczna upamiętnia francuskiego anatoma Jeana Riolana młodszego.